# Ferland Mendy
Ferland Sinna Mendy (Meulan-en-Yvelines, Francia, 8 de junio de 1995) es un futbolista francés. Juega como defensa en el Real Madrid C. F. de la Primera División de España.

## Trayectoria
Llegó a la cantera del París Saint-Germain Football Club en 2004, en la cual permaneció durante ocho años. 

### Le Havre Athletic Club
Tras una campaña en el FC Mantois 78, llegó al Le Havre Athletic Club donde finalizó su formación como futbolista. En la campaña 2014-15 llegó a disputar un encuentro de Ligue 2 con el primer equipo normando aunque no se consolidó hasta la temporada 2016-17 al disputar 38 encuentros.

### Olympique de Lyon
En junio de 2017 fichó por el Olympique de Lyon por cinco millones de euros y un millón variable.

### Real Madrid C. F.
Dos años más tarde, en junio de 2019, fichó por el Real Madrid C. F. hasta 2025 a cambio de 48 millones de euros más cinco en variables.
Debutó con el club madrileño el 1 de septiembre de 2019 en un partido de liga frente al Villarreal Club de Fútbol finalizado con empate 2-2.

## Selección nacional

### Participaciones en Eurocopas
| Copa          | Sede     | Resultado   | Partidos | Goles |
| ------------- | -------- | ----------- | -------- | ----- |
| Eurocopa 2024 | Alemania | Semifinales | 0        | 0     |

## Estadísticas

### Clubes
Actualizado al último partido disputado el 1 de mayo de 2025.
| Club                       | Div.          | Temporada     | Liga  | Liga  | Liga   | Copas nacionales | Copas nacionales | Copas nacionales | Copas internacionales | Copas internacionales | Copas internacionales | Total | Total | Total  |
| Club                       | Div.          | Temporada     | Part. | Goles | Asist. | Part.            | Goles            | Asist.           | Part.                 | Goles                 | Asist.                | Part. | Goles | Asist. |
| -------------------------- | ------------- | ------------- | ----- | ----- | ------ | ---------------- | ---------------- | ---------------- | --------------------- | --------------------- | --------------------- | ----- | ----- | ------ |
| Le Havre A. C. II Francia  | 5.ª           | 2013-14       | 20    | 0     | 0      | —                | —                | —                | —                     | —                     | —                     | 20    | 0     | 0      |
| Le Havre A. C. II Francia  | 5.ª           | 2014-15       | 23    | 0     | 0      | —                | —                | —                | —                     | —                     | —                     | 23    | 0     | 0      |
| Le Havre A. C. II Francia  | 5.ª           | 2015-16       | 13    | 1     | 0      | —                | —                | —                | —                     | —                     | —                     | 13    | 1     | 0      |
| Le Havre A. C. II Francia  | Total club    | Total club    | 56    | 1     | 0      | 0                | 0                | 0                | 0                     | 0                     | 0                     | 56    | 1     | 0      |
| Le Havre A. C. Francia     | 2.ª           | 2014-15       | 1     | 0     | 0      | 0                | 0                | 0                | —                     | —                     | —                     | 1     | 0     | 0      |
| Le Havre A. C. Francia     | 2.ª           | 2015-16       | 11    | 0     | 1      | 1                | 0                | 0                | —                     | —                     | —                     | 12    | 0     | 1      |
| Le Havre A. C. Francia     | 2.ª           | 2016-17       | 35    | 2     | 5      | 3                | 0                | 0                | —                     | —                     | —                     | 38    | 2     | 5      |
| Le Havre A. C. Francia     | Total club    | Total club    | 47    | 2     | 6      | 4                | 0                | 0                | 0                     | 0                     | 0                     | 51    | 2     | 6      |
| Olympique de Lyon Francia  | 1.ª           | 2017-18       | 27    | 0     | 5      | 1                | 0                | 0                | 7                     | 0                     | 0                     | 35    | 0     | 5      |
| Olympique de Lyon Francia  | 1.ª           | 2018-19       | 30    | 2     | 1      | 6                | 1                | 0                | 8                     | 0                     | 1                     | 44    | 3     | 2      |
| Olympique de Lyon Francia  | Total club    | Total club    | 57    | 2     | 6      | 7                | 1                | 0                | 15                    | 0                     | 1                     | 79    | 3     | 7      |
| Real Madrid C. F. · España | 1.ª           | 2019-20       | 25    | 1     | 2      | 2                | 0                | 0                | 5                     | 0                     | 0                     | 32    | 1     | 2      |
| Real Madrid C. F. · España | 1.ª           | 2020-21       | 26    | 1     | 0      | 1                | 0                | 0                | 11                    | 1                     | 0                     | 38    | 2     | 0      |
| Real Madrid C. F. · España | 1.ª           | 2021-22       | 22    | 2     | 1      | 3                | 0                | 0                | 10                    | 0                     | 3                     | 35    | 2     | 4      |
| Real Madrid C. F. · España | 1.ª           | 2022-23       | 18    | 0     | 1      | 4                | 0                | 0                | 6                     | 0                     | 0                     | 28    | 0     | 1      |
| Real Madrid C. F. · España | 1.ª           | 2023-24       | 23    | 0     | 0      | 3                | 1                | 0                | 11                    | 0                     | 0                     | 37    | 1     | 0      |
| Real Madrid C. F. · España | 1.ª           | 2024-25       | 14    | 0     | 1      | 5                | 0                | 0                | 12                    | 0                     | 1                     | 31    | 0     | 2      |
| Real Madrid C. F. · España | Total club    | Total club    | 128   | 4     | 4      | 18               | 1                | 0                | 55                    | 1                     | 4                     | 201   | 6     | 9      |
| Total carrera              | Total carrera | Total carrera | 288   | 9     | 16     | 29               | 2                | 0                | 70                    | 1                     | 5                     | 387   | 12    | 22     |
| 1. 2. 3.                   |               |               |       |       |        |                  |                  |                  |                       |                       |                       |       |       |        |

## Palmarés

### Títulos nacionales
| Título              | Club              | País   | Año  |
| ------------------- | ----------------- | ------ | ---- |
| Supercopa de España | Real Madrid C. F. | España | 2020 |
| Campeonato de Liga  | Real Madrid C. F. | España | 2020 |
| Supercopa de España | Real Madrid C. F. | España | 2022 |
| Campeonato de Liga  | Real Madrid C. F. | España | 2022 |
| Copa del Rey        | Real Madrid C. F. | España | 2023 |
| Supercopa de España | Real Madrid C. F. | España | 2024 |
| Campeonato de Liga  | Real Madrid C. F. | España | 2024 |

### Títulos internacionales
| Título                           | Club              | Sede      | Año  |
| -------------------------------- | ----------------- | --------- | ---- |
| Liga de Campeones de la UEFA     | Real Madrid C. F. | París     | 2022 |
| Supercopa de la UEFA             | Real Madrid C. F. | Helsinki  | 2022 |
| Mundial de Clubes de la FIFA     | Real Madrid C. F. | Marruecos | 2022 |
| Liga de Campeones de la UEFA     | Real Madrid C. F. | Londres   | 2024 |
| Supercopa de la UEFA             | Real Madrid C. F. | Varsovia  | 2024 |
| Copa Intercontinental de la FIFA | Real Madrid C. F. | Catar     | 2024 |

### Distinciones individuales
| Distinción                   | Año        |
| ---------------------------- | ---------- |
| Equipo del Año de la Ligue 2 | 2017       |
| Equipo del Año de la Ligue 1 | 2018, 2019 |

## Vida personal
Es primo del futbolista senegalés Édouard Mendy.